# Hypolycaena merguia
Hypolycaena merguia är en fjärilsart som beskrevs av William Doherty 1889. Hypolycaena merguia ingår i släktet Hypolycaena och familjen juvelvingar. Inga underarter finns listade i Catalogue of Life.